# 馬頭院 (埼玉県杉戸町)
馬頭院（ばとういん）は、埼玉県北葛飾郡杉戸町にある真言宗智山派の寺院。

## 歴史
創建年代は不明である。その後の中興年代も不明で、ただ宥盛によって中興されたという記録のみ伝わっている。寛政年間（1789年 - 1801年）の火災等で古文書が失われたことによる。
元々は下総国葛飾郡関宿（現・千葉県野田市）に位置しており、旅人の安全を目的とする寺であったことから、檀家はなかったという。その後、現在地に移転し、関宿からの移住者が最初の檀家になったという。

## 文化財
- 文永7年銘板石塔婆 - 杉戸町指定文化財[3]

## 交通アクセス
- 姫宮駅より徒歩27分。